# Kozluca, İnegöl
Kozluca là một xã thuộc huyện İnegöl, tỉnh Bursa, Thổ Nhĩ Kỳ. Dân số thời điểm năm 2011 là 469 người.